# Indre ringvej (Kolding)
Den indre ringvej O i Kolding er en 5,0 km lang rute, der skiftevis er to- eller firesporet.  
Følgende vejnavne indgår i ringvejen: 
- Ndr. Ringvej O 191
- Slotssøvejen O
- Fredericiagade O
- Buen O
- Sdr. Havnegade O
- Østerbrogade  O 170
- Skamlingvejen / Sydbanegade / Tøndervej  O
- Vestre Ringgade  O
- Vejlevej O

| Veje og vejanlæg | Spire Denne artikel om veje eller vejanlæg er en spire som bør udbygges. Du er velkommen til at hjælpe Wikipedia ved at udvide den. |